# Estonská hokejová reprezentace do 18 let
Estonská hokejová reprezentace do 18 let je výběrem hráčů Estonska, který od roku 2001 reprezentuje tuto zemi na mistrovstvích světa IIHF. V ročnících 2007/2008 a 2008/2009 hrál pod názvem Eesti Noortekoondi nejvyšší ligu pořádanou estonským svazem ledního hokeje. V roce 2025 skončil estonský výběr na mistrovství světa do 18 let na pátém místě ve skupině B divize I, jejich dosud nejlepším výsledkem bylo třetí místo na předchozím turnaji stejné skupiny.